# 谈绪祥
谈绪祥（1966年5月—），安徽芜湖人，汉族，中国共产党党员。中华人民共和国政治人物、第十三届全国人民代表大会北京地区代表。现任中共北京市委常委、政法委书记。

## 生平
2013年4月，任北京市大兴区委副书记、区长；2016年2月，任大兴区委书记；
2017年5月，任北京市发展和改革委员会主任。
2018年2月24日，当选为第十三届全国人大代表。
2021年11月，任北京市人民政府副市长。
2024年12月，升任中共北京市委常委、政法委书记。2024年12月，他不再兼任北京市副市长。